# Regeringen Palme I
Regeringen Palme I var Sveriges regering fra 14. oktober 1969 og til 8. oktober 1976. 
Regeringen Palme I var en etpartiregering, baseret på Socialdemokraterne. I 1969–1970 var det en flertalsregering, mens det var en mindretalsregering i 1970–1976.

## Markante ministre
- statsminister: Olof Palme
- justitsminister Lennart Geijer
- nedrustnings- og kirkeminister: Alva Myrdal
- uddannelses- og boligminister: Ingvar Carlsson
- indvandrer- og ligestillingsminister: Anna-Greta Leijon

## Afgang
Regeringen Palme I blev afløst af Regeringen Fälldin I, fordi Centerpartiet, Folkpartiet og Moderaterna tilsammen fik flertallet ved riksdagsvalget i 1976.